# 方芷欣
方芷欣（英語：Fong Tsz Yan，1995年1月24日—），香港女藝人。方芷欣早於《全民造星II》為29號梁德忠Tank在專業大奬和總決賽中伴舞。於2020年參加由ViuTV主辦《全民造星III》，最終晉身20強後止步。一年後，方方以80號參賽者參與《全民造星IV》，25強止步。

## 歷程
- 2020年9月26日：50位參賽者出席ViuTV《全民造星III》記者會
- 2020年11月2日：參賽者出席ViuTV《全民造星III》記者會
- 2021年1月27日：為肥仔@ERROR《Lady Killa》單曲伴舞
- 2021年2月27日：參與DAWNDIDIDAWN Dance Cover by Team AK
- 2021年7月17日：第六感首播 by Fomo Studio
- 2021年9月1日：96位參賽者出席ViuTV《全民造星IV》記者會

## 演出作品
以粗體字表示為主演或常規主持。

### 電影
| 年份 | 電影名稱 | 角色 |
| 2021 | 假冒女團 | 娸娸 |

### 綜藝節目（ViuTV）
| 綜藝節目 | 綜藝節目                            |
| -------- | ----------------------------------- |
| 年份     | 名稱                                |
| 2020     | 《全民造星III》                     |
| 2021     | 《囝囝女女730》(第12,15,37,47,76集) |
| 2021     | 《全民造星IV》                      |

## 廣告
- AE X NAITO
- ACUVUE OASYS 1-DAY CON

## 外部連結
- 方芷欣的Instagram帳戶